# Apparat Organ Quartet

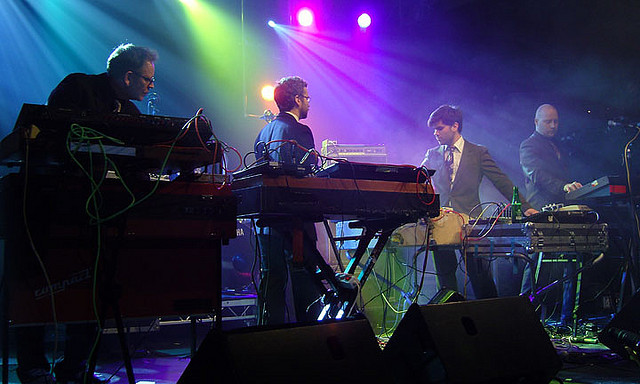
Apparat Organ Quartet sur scène en 2006.

Apparat Organ Quartet est un groupe islandais créé en 1999 par le musicien et compositeur Jóhann Jóhannsson.
La formation, qui joue de différents orgues et utilise d'autres instruments tels que des vocoders, développe un son faisant penser à celui du groupe allemand Kraftwerk. Apparat Organ Quartet, basé à Reykjavik, a joué à travers l'Europe et a marqué les esprits grâce à son style particulier.[réf. souhaitée]
C'est l'un des nombreux groupes filmés en 2005 dans le documentaire d'Ari Alexander Ergis Magnússon intitulé Screaming Masterpiece (en) (Gargandi Snilld en islandais).

## Discographie

### Albums
- Apparat Organ Quartet (12 Tónar, 2002)
- Pólýfónía (2010)